# Obor hlavních ideálů
Obor hlavních ideálů je v abstraktní algebře takový obor integrity, ve kterém je každý ideál hlavním ideálem, tedy lze jej generovat jediným prvkem.
Platí, že každý obor hlavních ideálů je obor s jednoznačným rozkladem (tedy zde platí analogie Základní věty aritmetiky). Také se vždy jedná o okruh noetherovský.

## Příklady
Jednoduchými příklady oboru hlavních ideálů jsou například:
- libovolné těleso
- okruh celých čísel
- okruh polynomů v jedné proměnné s koeficienty z tělesa
- okruh Gaussových celých čísel

Naopak příklady okruhů, které nejsou oborem hlavních ideálů, jsou:
- okruh mnohočlenů v jedné proměnné s koeficienty z celých čísel
- okruh mnohočlenů ve dvou proměnných nad libovolným tělesem